# Central Única de Trabajadores de Chile
La CUT (Central Única de Trabajadores de Chile) è stata la più grande confederazione sindacale cilena tra il 1953 e il 1973. Venne fondata con l'obiettivo di raggruppare l'intero movimento operaio (fino a quel momento disperso in più realtà), difenderne i diritti e rivendicarne le istanze. Il primo presidente della CUT fu Clotario Blest.

## Storia
Le organizzazioni e centrali sindacali che acconsentirono alla fusione furono: 
- le due componenti della Confederación de Trabajadores de Chile (CTCH)
- il Movimiento Unitario Nacional de Trabajadores (MUNT, 1950, anarcosindicalista), il cui principale dirigente fu Ernesto Miranda Rivas
- il Comité Relacionador de Unidad Sindical (CRUS, 1950)
- la Junta Nacional de Empleados de Chile (JUNECH, 1948)
- il Movimiento de Unidad Sindical (MUS, 1952)
- tutte le precedenti componenti della Comisión Nacional de Unidad Sindical (CNUS) che era stata creata nel maggio del 1952.

La CUT si considerava erede degli obiettivi (unificare ed omogeneizzare il movimento operaio, le sue richieste e i suoi diritti) della Federación Obrera de Chile (FOCH) e della CTCH (prima della sua scissione nel 1946). Una delle sue prime decisioni, per evitare spaccature, fu quella di non affiliarsi a nessuna delle tre centrali sindacali internazionali.

## Citazioni e omaggi
- LA CUT viene citata nella canzone Cueca De La C.U.T., scritta da Hector Pavez su una melodia popolare e cantata dallo stesso Pavez e, successivamente, reinterpretata dagli Inti-Illimani nel loro album del 1973 Viva Chile!